# Amfibrachys
Een amfibrachys (mv. amfibrachen) (Oudgrieks: ἀμφίβραχυς (amphíbrakhus), aan beide kanten kort) is een versvoet bestaande uit een beklemtoonde lettergreep met aan weerszijden een onbeklemtoonde. Men noteert de amfibrachys als {\displaystyle \smile -\smile }.

## Voorbeeld
Wij komen ter wereld, met rouw, uit de graven;
met rouw die gepast is, omdat wij nog dood zijn.
Ons lichaam ontstond uit de grond en uit planten,
om eens te bereiken een veilige haven. 
(Jan Hanlo)